# Храм Покрова Пресвятой Богородицы (Рига)
Храм Покрова Пресвятой Богородицы — храм Латвийской православной церкви в городе Риге. Расположен на территории Покровского кладбища.

## История
В 1779 году на территории Покровского кладбища по распоряжению генерал-губернатора Лифляндии Юрия Броуна была сооружена деревянная церковь. Известно, что ещё за два года до этого, в 1777 году существовала небольшая деревянная часовня, находившаяся за Рагульскими воротами на месте старого военного кладбища. Указ Псковской Духовной консистории № 3985 от 6 ноября 1779 года предписывал начало строительства церкви, поименованной в честь Покрова Пресвятой Богородицы. После этого часовня была обращена в церковь. Иконы, алтарь и иконостас церкви были взяты у полевой церкви ушедшего с места дислокации под Ригой Псковского пехотного полка. С 4 декабря 1779 года в храме начали совершаться богослужения (после передачи антиминса Псковской Духовной консисторией Рижскому Духовному правлению).
Некоторое время храм был приписан к православному госпитальному храму во имя иконы «Живоносный Источник», который располагался на пересечении тогдашних улиц Большой Кузнечной (ныне улица Гертрудес) и Лазаретной (ныне Кришьяня Валдемара). Здание храма погибло в результате рижского пожара 1812 года и позже не отстраивалось. Покровский же храм не был затронут пожаром. В 1818 году по указанию Филиппа Паулуччи был образован приход при кладбищенской церкви. В 1825 году, после завершения строительных работ и освящения храма Александра Невского, Покровский храм был приписан к нему.
В связи наметившейся в середине 1840-х годов тенденцией перехода латышей в православную веру был принят указ № 3829, по которому храм Покрова Пресвятой Богородицы должен был быть присоединён к Рижскому латышскому православному приходу. Акт передачи официально состоялся 14 апреля 1845 года. 22 апреля архипастырь Филарет I дал благословение латышскому причту Покровской церкви. 29 апреля состоялась первая служба на латышском языке, которая была проведена пастором Яковом Михайловым (который был посвящён в дьяконы 21 апреля). После 1858 года жители окрестных районов стали подавать систематически прошения о том, чтобы службы проходили также на церковнославянском языке. Вскоре архиепископ Платон одобрил идею отсоединения Покровской церкви от церкви Александра Невского, а также идею слияния двух приходов. Таким образом, церковь поменяла название и стала Рижской Покровской русско-латышской кладбищенской церкви. Богослужения на церковнославянском языке совершал отец Капитон (в миру Васильков).
В 1859 году умер священник Яков Михайлов, на его место был назначен Василий Рейнгаузен. Захоронения отца Якова Михайлова и его супруги находятся справа от церкви Покрова Пресвятой Богородицы.
В 1868 году был освящён новый храм во имя Вознесения Господня. Его строительство началось на пожертвования за год до освящения. Таким образом, православных кладбищенских церквей стало две — к Покровской добавилась Вознесенская. Помимо добровольных взносов прихожан на сооружение второго храма достаточно средств выделил Синод.
В 1869 году при Покровском храме открыто Петропавловское братское училище.
В декабре 1875 года произошёл пожар, в результате которого деревянное строение Покровской церкви сгорело. Был объявлен конкурс на строительство нового культового сооружения. На денежные пожертвования прихожан был построен храм по проекту Роберта Пфлуга. 9 сентября 1879 года состоялась церемония освещения построенной каменной Покровской церкви Преосвященным Филаретом II. На первой странице «Рижского вестника» № 199 за 1879 год была опубликована заметка следующего содержания:
Сего сентября месяца девятого числа 1879 года имеет быть освящён архиерейским священнодействием новоустроенный храм во имя Пресвятой Богородицы на Покровском кладбище. Строительный комитет постановляет своим долгом известить о сем церковном торжестве всех Покрова любящих благолепие Дома Божьего.
Вторым святым покровителем нового Покровского храма был избран Илья Пророк, защитник и блюститель целости всего в угоду Господу, поскольку его имя в переводе с древнееврейского означает «Мой Бог — моя крепость». Во многом благодаря настойчивости и воле архиерея отца Капитона (Василькова) было начато строительство нового храма. Речь отца Капитона, который после этого долгое время занимал должность настоятеля храма, была опубликована в «Рижском вестнике» № 210.
Перед Первой мировой войной интерьер церкви был разобран и эвакуирован вглубь Российской империи во избежание разграбления предметов религиозного культа. В том числе эвакуации подверглись ризница, колокола и иконостас. В период внутренних противоречий, охвативших губернский край, который постепенно тяготел к обособленности, церковь не функционировала, находилась в заброшенном, неухоженном состоянии. После окончания гражданских неурядиц первое время после начала истории суверенной Латвийской Республики церковь также пребывала в запустении, из которого ей удалось выйти лишь к 1921 году, когда в Латвию прибывает подвижник за православную веру и русскую культуру Иоанн (Поммер).

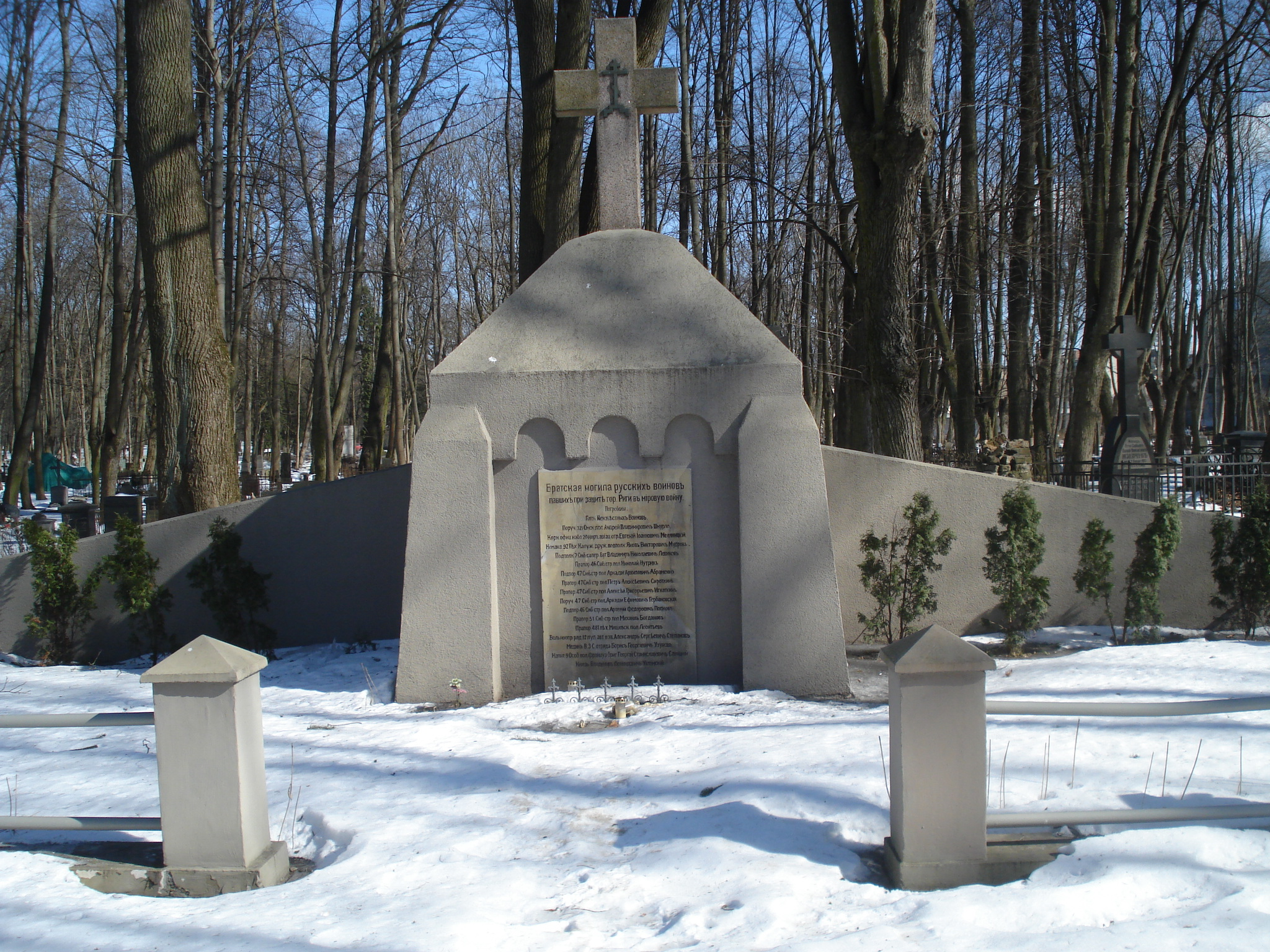
Братская могила русских воинов

В 1923 году на средства многочисленных жертвователей были приобретены новые колокола. В том же году над братской могилой русских воинов, павших при защите Риги в период мировой войны (в частности, во время кровопролитной битвы на острове Смерти) был воздвигнут памятник. Ремонтные рабочие принялись за серьёзный ремонт здания Покровского храма. Профессиональные церковные живописцы возобновили роспись стен и плафонов.
25 мая 1918 года прибывший в оккупированную немецкими войсковыми подразделениями Ригу епископ Платон (Кульбуш) в помещении Покровского храма зачитал духовное завещание патриарха Московского и всея России Тихона о новых началах строительства православной церковной жизни, которая впоследствии была взята на вооружение Латвийской Православной церковью периода плодотворной деятельности Иоанна Поммера.